# Cerro Nahuel Pan
Le cerro Nahuel Pan est un sommet de la cordillère des Andes situé dans le département de Futaleufú et dans la province de Chubut en Argentine, au sud de la ville d'Esquel, proche du village de Nahuel Pan. Le sommet culmine à 2 153 mètres d'altitude, et permet la pratique du trekking, sport très populaire à proximité de la montagne.
En période de dégel, des cours d'eau naissent sur les flancs de la montagne. Ils servent d'affluent au río Percey et au río Corintos, affluents du fleuve río Futaleufú.